# الشعبة (حزم العدين)

تعديل مصدري - تعديل

الشعبة محلة تابعة لقرية المائدة، التابعة لعزلة المعيظة بمديرية حزم العدين إحدى مديريات محافظة إب في الجمهورية اليمنية، بلغ تعداد سكانها 80 حسب تعداد اليمن لعام 2004.